# Megan Bozek
Megan Bozek (Arlington Heights, 27 marzo 1991) è una hockeista su ghiaccio statunitense.

## Palmarès

### Olimpiadi invernali
- 1 medaglia:
  - 1 argento (Soči 2014)

### Mondiali
- 4 medaglie:
  - 3 ori (Canada 2013; Canada 2016; Stati Uniti 2017)
  - 1 argento (Stati Uniti 2012)